# La Ménitré
La Ménitré é uma comuna francesa na região administrativa da Pays de la Loire, no departamento de Maine-et-Loire. Estende-se por uma área de 17,37 km². Em 2010 a comuna tinha 2 091 habitantes (densidade: 120,4 hab./km²).